# Instituto Geográfico e Cadastral de Angola
O Instituto Geográfico e Cadastral de Angola (IGCA) é uma é uma instituição científica e multi-disciplinar pública, mantida pelo governo de Angola, que exerce a função de autoridade nacional de cartografia, além de desenvolver e coordenar o sistema de informação geográfica para Angola, realizando investigação em geociências e tecnologias de informação geográfica, sendo ainda o organismo responsável pela execução da politica nacional de informação geográfica.

## Histórico
Com uma história a ser traçada até o ano de 1911, quando foi criada em Angola uma Direcção de Agrimensura, sua criação oficial deu-se em 3 de agosto de 1921, com o nome de Missão Geográfica de Angola (MGA). Após algumas alterações de denominação, em 14 de novembro de 1946, pelo Decreto Nº 35945 recebe o nome de Serviços Geográficos e Cadastrais de Angola (SGCA), período em que se torna uma das mais relevantes instituições de pesquisa da colônia.
No pós-independência nacional, em 14 de julho de 1977, pelo Decreto Nº 52/77, o SGCA é convertido em Instituto de Geodesia, Cartografia e Cadastro (IGCC) sob gestão do então Ministério da Construção e Habitação. Menos de dois anos depois, em 2 de março de 1979, pelo Decreto Nº 39/79, recebe a denominação que mantém até a atualidade: Instituto de Geodesia e Cartografia de Angola (IGCA). Neste período passa a trabalhar sob supervisão do Ministério da Defesa Nacional.
Em 11 de junho de 1988 o IGCA passa a ter um Estatuto Orgânico, tornando-se, novamente, uma instituição científica civil. Em 2003 o IGCA passa a trabalhar sob tutela do Ministério do Urbanismo e Ambiente. Por fim, o Decreto Legislativo Presidencial Nº 313/14, de 26 de novembro de 2014, alterou o Estatuto Orgânico do IGCA, com este passando a ser tutelado pelo Ministério da Administração do Território.
Chegou a manter uma "Escola de Topografia do Instituto Geográfico e Cadastral de Angola" que, desde 2011, tornou-se autônoma sob o nome de Instituto Politécnico de Ciências Geográficas (IPCG).